# Danh sách phim TVB năm 2005
Đây là danh sách phim truyền hình do TVB phát hành hoặc phát sóng năm 2005.

## Top 10 phim rating cao nhất
| Xếp hạng | Tên phim              | Tên phim tiếng Anh           | Tên phim tiếng Trung | Điểm số | Lượt xem tại Hồng Kông |
| -------- | --------------------- | ---------------------------- | -------------------- | ------- | ---------------------- |
| 1        | Nàng Dae Jang-geum    | Jewel in the Palace          | 大長今               | 36      | 2.35 triệu             |
| 2        | Mẹ chồng khó tính     | Wars of In-laws              | 我的野蠻奶奶         | 34      | 2.23 triệu             |
| 3        | Chuyện về chàng Vượng | Life Made Simple             | 阿旺新傳             | 34      | 2.20 triệu             |
| 4        | Cảnh sát              | The Academy                  | 學警雄心             | 34      | 2.20 triệu             |
| 5        | Trói buộc             | Love Bond                    | 心花放               | 32      | 2.12 triệu             |
| 6        | Bóng vua              | The Prince's Shadow          | 御用閒人             | 32      | 2.10 triệu             |
| 7        | Bà nhà tôi            | Just Love                    | 老婆大人             | 32      | 2.10 triệu             |
| 8        | Đường đến thiên đàng  | Scavengers' Paradise         | 同撈同煲             | 32      | 2.09 triệu             |
| 9        | Sóng gió khách sạn    | Revolving Doors of Vengeance | 酒店風雲             | 32      | 2.07 triệu             |
| 10       | Mưu dũng kỳ phùng     | The Gentle Crackdown         | 秀才遇著兵           | 31      | 2.03 triệu             |

## Dòng phim thứ nhất
| Công chiếu           | Tên phim                 | Tên phim tiếng Anh                | Số tập | Diễn viên chính                                                              | Thể loại  | Ghi chú         | Website                                                                |
| -------------------- | ------------------------ | --------------------------------- | ------ | ---------------------------------------------------------------------------- | --------- | --------------- | ---------------------------------------------------------------------- |
| 6/12/2004- 9/01/2005 | Kung Fu túc cầu          | Kung Fu Soccer                    | 25     | Trương Vệ Kiện, Dung Tổ Nhi, Hoàng Thu Sinh, Ngô Quân Như, Lâm Bảo Di        | Hiện đại  | Phim Trung Quốc | Official website Lưu trữ ngày 14 tháng 7 năm 2008 tại Wayback Machine  |
| 10/01- 13/02         | Khí phách Hoàng Phi Hồng | Wong Fei Hung – Master of Kung Fu | 25     | Hoàng Tông Trạch, Trần Kiện Phong, Rain Li                                   | Hành động |                 | Official website Lưu trữ ngày 12 tháng 7 năm 2008 tại Wayback Machine  |
| 14/02- 11/03         | Duyên tình Tây Sương     | Lost in the Chamber of Love       | 20     | Ngô Trác Hy, Hồ Hạnh Nhi, Diệp Tuyền, Mã Quốc Minh                           | Cổ trang  |                 | Official website Lưu trữ ngày 8 tháng 7 năm 2008 tại Wayback Machine   |
| 14/03- 8/04          | Bóng vua                 | The Prince's Shadow               | 20     | Trịnh Thiếu Thu, Đặng Tụy Văn, Dương Di, Đằng Lệ Danh, Ngụy Tuấn Kiệt        | Cổ trang  |                 | Official website Lưu trữ ngày 15 tháng 4 năm 2016 tại Wayback Machine  |
| 11/04- 6/05          | Đường đến thiên đàng     | Scavengers' Paradise              | 20     | Quách Tấn An, Hồ Hạnh Nhi, Mã Quốc Minh, Cherie Kong                         | Lịch sử   |                 | Official website Lưu trữ ngày 8 tháng 7 năm 2008 tại Wayback Machine   |
| 9/05- 3/06           | Bà nhà tôi               | Just Love                         | 20     | Tuyên Huyên, Trần Cẩm Hồng, Vương Kiệt, Đặng Kiện Hoằng, Lý Thi              | Hiện đại  |                 | Official website Lưu trữ ngày 8 tháng 7 năm 2008 tại Wayback Machine   |
| 6/06- 1/07           | Tiệm bánh Gato           | The Gâteau Affairs                | 20     | Mã Đức Chung, Hồ Hạnh Nhi, Văn Tụng Nhàn, Trần Văn Viên, Hồ Nặc Ngôn         | Hiện đại  |                 | Official website Lưu trữ ngày 24 tháng 8 năm 2008 tại Wayback Machine  |
| 3/07- 29/07          | Khách sạn vui vẻ         | Fantasy Hotel                     | 20     | Đào Đại Vũ, Ngô Mỹ Hành, Lê Diệu Tường, Thang Doanh Doanh, Đường Văn Long    | Hiện đại  |                 | Official website Lưu trữ ngày 4 tháng 6 năm 2007 tại Wayback Machine   |
| 1/08- 9/09           | Gia vị cuộc sống         | Yummy Yummy                       | 30     | Xa Thi Mạn, Trịnh Gia Dĩnh, Lâm Phong, Dương Di                              | Hiện đại  |                 | Official website Lưu trữ ngày 22 tháng 9 năm 2006 tại Wayback Machine  |
| 12/09- 14/10         | Mưu sinh                 | Hidden Treasures                  | 25     | Âu Dương Chấn Hoa, Quách Thiện Ni, Lê Diệu Tường, Hướng Hải Lam, Dương Tư Kỳ | Hiện đại  |                 | Official website Lưu trữ ngày 17 tháng 9 năm 2008 tại Wayback Machine  |
| 17/10- 25/11         | Quyền lực đen tối        | The Charm Beneath                 | 30     | Trần Hào, Lê Tư, Mông Gia Tuệ, Hướng Hải Lam                                 | Lịch sử   |                 | Official website Lưu trữ ngày 30 tháng 12 năm 2006 tại Wayback Machine |
| 28/11- 30/12         | Vua thảo dược            | The Herbalist's Manual            | 25     | Lâm Văn Long, Diệp Tuyền, Mã Quốc Minh, Lý Thi                               | Cổ trang  |                 | Official website Lưu trữ ngày 3 tháng 11 năm 2006 tại Wayback Machine  |

## Dòng phim thứ hai
| Công chiếu             | Tên phim                  | Tên phim tiếng Anh           | Số tập | Diễn viên chính                                                                        | Thể loại            | Ghi chú | Website                                                                |
| ---------------------- | ------------------------- | ---------------------------- | ------ | -------------------------------------------------------------------------------------- | ------------------- | ------- | ---------------------------------------------------------------------- |
| 27/12/2004- 29/01/2005 | Sự thật của bóng tối      | Shades of Truth              | 25     | Vương Hỷ, Trương Trí Lâm, Lê Tư, Dương Di, Nguyên Hoa                                  | Hiện đại, Hành động |         | Official website Lưu trữ ngày 21 tháng 7 năm 2008 tại Wayback Machine  |
| 31/01- 25/02           | Gia đình tôi              | My Family                    | 20     | Lưu Khải Uy, Phương Trung Tín, Dương Tư Kỳ, Chung Cảnh Huy, Hạ Vũ                      | Hiện đại, Hài kịch  |         | Official website Lưu trữ ngày 16 tháng 5 năm 2008 tại Wayback Machine  |
| 28/02- 8/04            | Trói buộc                 | Love Bond                    | 30     | Đào Đại Vũ, Quách Khả Doanh, Trần Hào, Liêu Bích Nhi, Hướng Hải Lam,Đường Thi Vịnh     | Hiện đại            |         | Official website Lưu trữ ngày 15 tháng 4 năm 2016 tại Wayback Machine  |
| 11/04- 22/05           | Cảnh sát                  | The Academy                  | 32     | Ngô Trác Hy, Trần Kiện Phong, Miêu Kiều Vỹ, Dương Di, Tiết Khải Kì,Mễ Tuyết            | Hiện đại            |         | Official website Lưu trữ ngày 12 tháng 7 năm 2007 tại Wayback Machine  |
| 23/05- 17/06           | Mưu dũng kỳ phùng         | The Gentle Crackdown         | 20     | Trần Hào, Châu Lệ Kỳ, Mễ Tuyết, Lê Diệu Tường                                          | Costume comedy      |         | Official website Lưu trữ ngày 4 tháng 5 năm 2007 tại Wayback Machine   |
| 20/06- 16/07           | Dấu vết của sự lừa dối    | Misleading Track             | 20     | Tô Ngọc Hoa, Lâm Bảo Di, Ngũ Vịnh Vi, Ôn Triệu Luân                                    | Hiện đại            |         | Official website Lưu trữ ngày 16 tháng 7 năm 2008 tại Wayback Machine  |
| 18/07- 12/08           | Mẹ chồng khó tính         | Wars of In-Laws              | 20     | Uông Minh Thuyên, Hồ Hạnh Nhi, Hoàng Tông Trạch, Thạch Tú, Ngũ Vịnh Vi                 | Costume comedy      |         | Official website Lưu trữ ngày 22 tháng 9 năm 2007 tại Wayback Machine  |
| 15/08- 23/09           | Sóng gió khách sạn        | Revolving Doors of Vengeance | 30     | Mã Đức Chung, Quách Khả Doanh, Ngô Trác Hy, Quan Ân Na, Diêu Tử Linh, Quách Chính Hồng | Hiện đại            |         | Official website Lưu trữ ngày 2 tháng 5 năm 2007 tại Wayback Machine   |
| 26/09- 21/10           | Mất tích bí ẩn            | Into Thin Air                | 20     | Miêu Kiều Vỹ, Ngô Mỹ Hành, Liêu Bích Nhi, Mã Quốc Minh                                 | Hiện đại            |         | Official website Lưu trữ ngày 18 tháng 10 năm 2005 tại Wayback Machine |
| 24/10- 6/12            | Chuyện về chàng Vượng     | Life Made Simple             | 32     | Tuyên Huyên, Quách Tấn An, Huỳnh Tông Trạch, Đường Ninh, Tần Bái, Thang Doanh Doanh    | Hiện đại            |         | Official website Lưu trữ ngày 7 tháng 3 năm 2007 tại Wayback Machine   |
| 7/12/2005- 4/01/2006   | Người phát ngôn giỏi luật | When Rules Turn Loose        | 21     | Uông Minh Thuyên, Hồ Hạnh Nhi, Trần Kiện Phong, Hạ Vũ, Lê Diệu Tường, Ngụy Tuấn Kiệt   | Hiện đại            |         | Official website Lưu trữ ngày 17 tháng 5 năm 2007 tại Wayback Machine  |

## Dòng phim thứ ba
| Công chiếu            | Tên phim              | Tên phim tiếng Anh             | Số tập | Diễn viên chính | Thể loại           | Ghi chú       | Website                                                               |
| --------------------- | --------------------- | ------------------------------ | ------ | --- | ------------------ | ------------- | --------------------------------------------------------------------- |
| 5/05/2003- 22/01/2005 | Gia đình vui vẻ II    | Virtues of Harmony II          | 443    | Tiết Gia Yến, Lâm Văn Long, Liêu Bích Nhi, Tạ Thiên Hoa, Mai Tiểu Huệ, Uyển Quỳnh Đan, Triệu Học Nhi, Joyce Chen, born 1976), Nguyễn Triệu Tường, Xa Uyển Uyển, Lưu Đan, Lưu Khải Uy, Mã Tuấn Vỹ, Chung Gia Hân | Hiện đại, Hài kịch |               | Official website Lưu trữ ngày 17 tháng 5 năm 2007 tại Wayback Machine |
| 24/01- 1/05           | Nàng Dae Jang-geum    | Jewel in the Palace            | 70     | Lee Young-ae, Ji Jin-hee, Park Eun-hye, Hong Ri-na, Im Ho | Cổ trang           | Phim Hàn Quốc |                                                                       |
| 2/05- 22/07           | Thần Y Huh-Joon       | The Legendary Doctor - Hur Jun | 60     | Jeon Kwang Ryul | Cổ trang           | Phim Hàn Quốc | Official website Lưu trữ ngày 9 tháng 4 năm 2008 tại Wayback Machine  |
| 25/07- 16/09          | Bàn tay nhân ái III   | Healing Hands III              | 40     | Ngô Khải Hoa, Lâm Bảo Di, Lê Tư, Trần Hào, Ngô Mỹ Hành, Liêu Bích Nhi, Thiệu Mỹ Kỳ, Tào Vĩnh Liêm, Đường Văn Long                                                                                               | Hiện đại           |               | Official website Lưu trữ ngày 3 tháng 7 năm 2006 tại Wayback Machine  |
| 19/09- 22/10          | Ōok                   | Ōoku                           | 22     | Miho Kanno, Yuko Asano, Chizuru Ikewaki, Yumi Adachi, Ryuji Harada, Kazuki Kitamura, Vandon Linstein | Cổ trang           | Phim Nhật Bản |                                                                       |
| 24/10- 18/11          | Kung Fu Phật Sơn      | Real Kung Fu                   | 20     | Thiệu Mỹ Kỳ, Nguyên Bưu | Cổ trang           |               | Official website Lưu trữ ngày 13 tháng 6 năm 2008 tại Wayback Machine |
| 21/11- 30/12          | Đội cứu hộ trên không | Always Ready                   | 30     | Trịnh Y Kiện, Lâm Bảo Di, Xa Thi Mạn, Chung Gia Hân, Dương Tư Kỳ, Lê Nặc Ý | Hiện đại           |               | Official website Lưu trữ ngày 28 tháng 5 năm 2007 tại Wayback Machine |

## Phim Chủ Nhật
| Công chiếu            | Tên phim          | Tên phim tiếng Anh | Số tập | Diễn viên chính                                                                               | Thể loại | Ghi chú | Website                                                              |
| --------------------- | ----------------- | ------------------ | ------ | --------------------------------------------------------------------------------------------- | -------- | ------- | -------------------------------------------------------------------- |
| 31/07/2005- 5/02/2006 | Phận nữ long đong | Women on the Run   | 26     | Trần Bách Tường, Đằng Lệ Danh, Uyển Quỳnh Đan, Ngũ Vịnh Vi, Hàn Quân Đình, Nguyễn Triệu Tường | Hiện đại |         | Official website Lưu trữ ngày 5 tháng 7 năm 2008 tại Wayback Machine |

## Warehoused series
| Công chiếu   | Tên phim             | Tên phim tiếng Anh | Số tập | Diễn viên chính                                                                      | Thể loại            | Ghi chú | Website                                                              |
| ------------ | -------------------- | ------------------ | ------ | ------------------------------------------------------------------------------------ | ------------------- | ------- | -------------------------------------------------------------------- |
| 24/01- 18/02 | Chiêu thức võ thuật  | Strike at Heart    | 20     | Mã Đức Chung, Trần Cẩm Hồng, Xa Thi Mạn, Âu Cẩm Đường, Trần Tùng Linh, Văn Tụng Nhàn | Cổ trang, Kiếm hiệp |         |                                                                      |
| 2/05- 27/05  | Người đàn ông gan dạ | Guts of Man        | 20     | Ngô Trác Hy, Trần Kiện Phong, Tô Ngọc Hoa, Tào Mẫn Lợi, Cái Minh Huy, Nguyên Hoa     | Cổ trang, Kiếm hiệp |         | Official website Lưu trữ ngày 8 tháng 2 năm 2012 tại Wayback Machine |